# Río Tumen
El río Tumen o Duman (del coreano: 두만강, Duman Gang); (del chino: 圖們江, Túmen Jiāng); (del ruso: Туманная река, Tumánnaya reká) es un río del nordeste de  Asia que sirve de frontera natural en  parte de su curso entre  Corea del Norte con China y Rusia. Se origina en el monte Paektu (con 2.744 m, la montaña más alta de Corea del Norte) y fluye en dirección  norte y nordeste, para luego virar hacia el sureste y  desembocar en el mar del Este (mar del Japón). Tiene 521 km de longitud, de los que sólo es navegable un tramo de 85 km. Muchas batallas históricas tuvieron lugar a lo largo de sus orillas.
El río es frontera entre China y Corea del Norte en su curso superior, y entre Corea del Norte y Rusia en sus últimos 17 km antes de desembocar:  forma gran parte de la frontera sur de la provincia china de Jilin, en Manchuria, y las fronteras septentrionales de las provincias coreanas de Hamgyong del Norte y Ryanggang. El Monte Paektu, ubicado en la frontera chino-coreana es la fuente del río, así como de otro río importante, el Yalu, que discurre en dirección opuesta, hacia el suroeste y que completa la frontera coreana. 
El nombre del río proviene de la palabra mongol Tumen, que significa «diez mil» o una miríada. Este río está muy contaminado por fábricas de Corea del Norte y de China, aunque sigue siendo una importante atracción turística de la zona. En Tumen, China, un paseo frente al río tiene restaurantes donde los clientes pueden mirar a través del río hacia Corea del Norte. El nombre ruso del río es Tumánnaya (Туманная), que literalmente significa «Nebulosa», de «niebla» o tumán en ruso.
Hay también importantes ciudades en el río, como Hoeryong, Namyang y Onsong,  en Corea del Norte;   Tumen y Nanping  en China. Mientras que del lado ruso, solo existe el pueblo de Jasán.  

## El cruce del río de los refugiados
El Tumen ha sido utilizado durante años por los refugiados de Corea del Norte para desertar a través de la frontera con China. La mayoría de los refugiados de Corea del Norte durante la hambruna de 1990 cruzaron el río Tumen y muchos de los refugiados más recientes también lo han utilizado. 
Aunque el Tumen está fuertemente vigilado por guardias armados de la República Popular Democrática de Corea, el río es el lugar preferido para cruzar a China porque, a diferencia del río Yalu, el Tumen es poco profundo y estrecho. «Se puede cruzar fácilmente en varios lugares a pie o  a nado», de acuerdo con un artículo de 2006 en el New York Times.
Las personas que desean cruzar el Tumen suelen ignorar su contaminación y las peligrosas patrullas fronterizas, y pasan semanas, meses o años esperando la oportunidad de cruzar. «Largo, se extiende desolado en la frontera chino-coreana que no está totalmente  patrullada», según el ya citado  artículo del New York Times. Los refugiados rara vez cruzan hacia  Rusia, ya que las patrullas rusas en su corto tramo son más activas que las chinas, además de que los refugiados no tienen en Rusia una gran comunidad étnica coreana en la que esconderse y pasar desapercibidos.